# Lichen aquatique

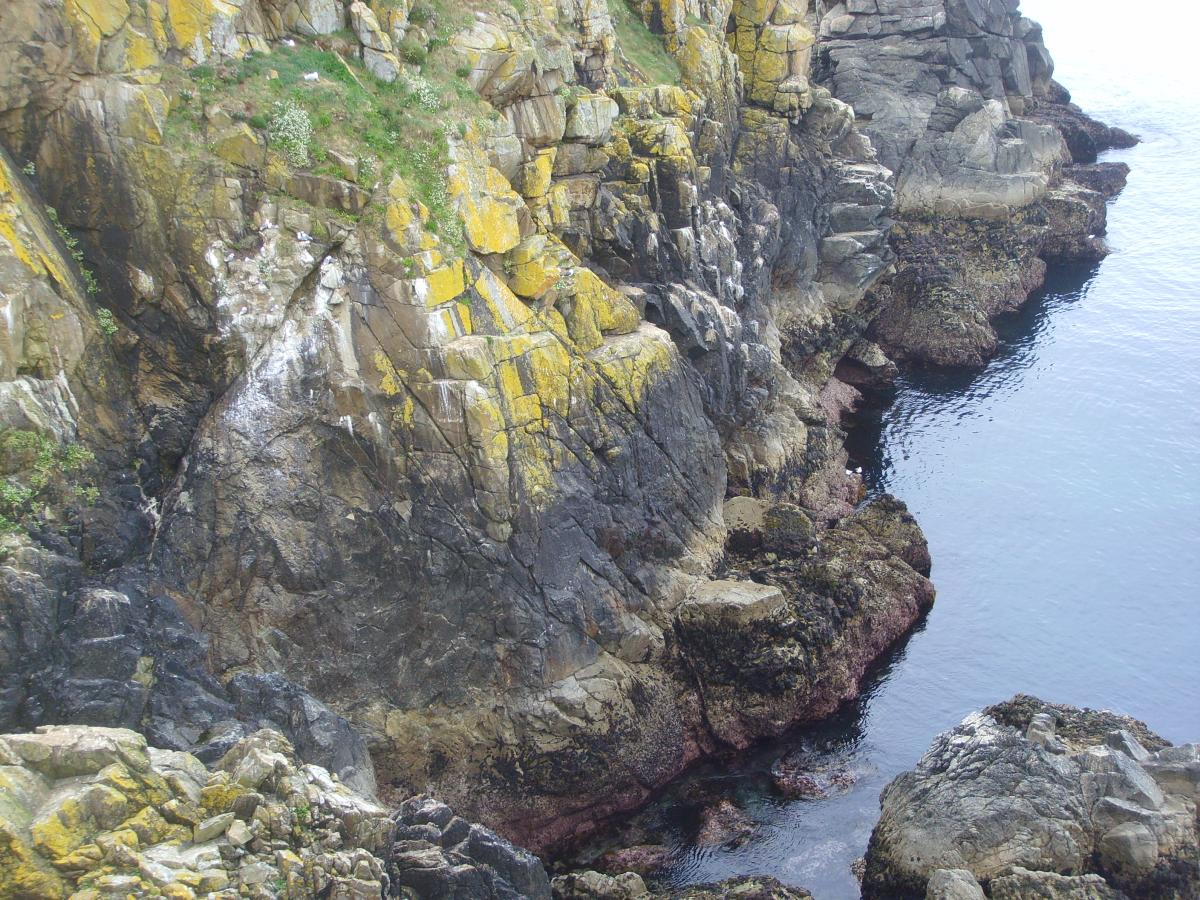
Le lichen aquatique Hydropunctaria maura créant une ceinture noire, à l'étage supralittoral sur une falaise maritime.

Les lichens aquatiques « vrais » sont les lichens qui effectuent tout leur cycle de vie sous l'eau.
À titre de rappel, les lichens sont une association symbiotique entre un champignon et une ou plusieurs algues ou cyanobactéries ; le champignon forme habituellement la structure externe du lichen en incluant ses partenaires symbiotiques photosynthétiques à l'intérieur, mais dans quelques cas rares (souvent plus ou moins aquatiques), c'est l'inverse qui se produit : l'algue formant l'enveloppe externe et englobant le champignon ; on parle alors plutôt de « mycophycobioses » car tous les lichénologues ne sont pas d'accord pour les considérer comme des lichens vrais) 

Certains lichens terrestres supportent une période d’inondation, plus ou moins longue selon leur type de photobionte, mais ils finissent par mourir littéralement « noyés » s'il ne retrouvent pas à temps les conditions d’une respiration atmosphérique ; ces lichens ne sont pas classés parmi les « lichens aquatiques »). Le suédois Santesson avait en 1939 décrit l'existence dans les zones inondables d'une « ligne des lichens » sur les troncs et rochers sous-laquelle les lichens terrestres ne survivaient pas et qui correspondait à une zone souvent inondable. Les lichens dont le « partenaire algal » est du genre Trebouxia y survivent particulièrement mal et dans certaines régions le lichen Parmelia conspersa marque particulièrement nettement le niveau des hautes-eaux des inondations.
Des lichens aquatiques existent en eau douce, saumâtre et de mer, où quand ils sont présents, ils sont caractérisés par une zonation verticale marquée, mais ils sont souvent discrets, car immergés et « crustacés », c'est-à-dire encroûtants. Ils sont difficiles à identifier par les non-spécialistes (Obstacle taxonomique).
Ce sont des organismes photoautotrophiques, c'est-à-dire capable de synthétiser de la matière organique, grâce à leur photobionte (composant végétal ou cyanophycé de l’association).
Ils sont sensibles à la qualité physicochimiques de l’eau et notamment au pH, à la conductivité, l'alcalinité, le taux de silice ou de magnésium et sont connus pour influencer l'apparition de plusieurs autres espèces aquatiques,,.
À la différence des lichens terrestres, les lichens aquatiques, par exemple des genres Dilabifilum et Heterococcus sont très vulnérables à la déshydratation. même si quelques espèces la supportent temporairement, à condition que l’air reste très humide.
Ils font partie des communautés épiphytiques et du périphyton (ils sont parfois eux-mêmes être colonisés par d'autres espèces du périphyton)
Ils sont souvent discrets, car immergés et crustacés, c'est-à-dire encroûtants, et difficiles à identifier par les non-spécialistes (Obstacle taxonomique). Localement, sur des roches exposées à un fort courant, ils constituent cependant la majeure partie du biote, la plupart des autres espèces ne parvenant pas à s'accrocher au substrat ou à résister à la concurrence des lichens aquatiques.

## Habitats
Ce sont les substrats durs, stables et éclairés toujours immergés, situés dans des eaux douces, saumâtres ou salées (zone tidale).
Leur diversité est plus élevée dans les milieux extrêmes (torrents, chutes, cascades). Ils sont souvent trouvés en altitude en zone tempérée, mais aussi sous les tropiques, ainsi 4 espèces du genre Verrucaria ont été observées à des altitudes de 500 à 2 100 m en Papouasie-Nouvelle-Guinée par A. Aptroot (1998))
Très sensibles au pH de l’eau, ils disparaissant généralement quand le pH de l'eau descend en dessous de 5, avec cependant une certaine tolérance chez certaines espèces, grâce à leur symbionte selon (Thüs & Shultz, 2008). Les lichens aquatiques dont le symbiote photoactif est de type Dilabifilum (ex : Verrucaria aquatilis) ou Stichococcus) ou de type Diplosphaera sont associés aux eaux basiques (alcalines) alors que les espèces dont le symbionte photo-actif est une algue trebouxioide (Trentepohlia et Heterococcus) sont plutôt associés à des milieux neutres ou acides. Quelques espèces (Verrucaria hydrela et Hydropunctaria rheitrophila) sont connues pour leur grande marge de tolérance au pH, ce qui est probablement dû au fait qu’elles sont capables de changer de symbionte quand le pH change

## Nombre d'espèces
Il est à ce jour largement inconnu, faute d'inventaires dans de nombreuses régions du monde (la plupart des données proviennent des zones tempérées).
En 2000 selon le lichénologue anglais D.L Hawksworth (2000), sur environ 700 espèces marines identifiées à ce jour sur des roches côtières et 200 en eau douce, la plupart de ces espèces ne supportent pas une immersion permanente. Ceux qui le peuvent n'appartiennent qu'à quelques genres. 
Ces chiffres sont à comparer au nombre total de lichens terrestres et aquatiques connus à la fin des années 1990 (environ 13500 espèces) ou à leur nombre estimé (17000 à 20000 espèces selon Galloway (1992).
L’inventaire naturaliste des lichens aquatiques est cependant encore à compléter, voire à construire dans d’autres parties du monde, surtout entre les deux tropiques. 
Des spéciations cryptiques ou semi-cryptiques sont soupçonnées ou à l’étude, par exemple pour les espèces du genre Hydropunctaria. Dans certains cas l’identification semble impossible sur la base de critères morphologiques ou chimiques et doit s’appuyer sur l’analyse génétique. Ces analyses peuvent être rendues difficiles par la fréquence de mosaïques de différentes espèces de lichens plus ou moins intriqués.
En Europe, selon les données naturalistes actuellement disponibles les parties toujours immergées des ruisseaux et cours d'eau non-pollués en abritent rarement plus de cinq à dix espèces pour un même site ,,. On peut par exemple citer : Collema dichotomum, Hymenelia lacustris, Placynthium flabellosum, Poroscyphus kenmorensis, Staurothele jissa, Verrucaria aquatilis, V. funckii et V. praetermissma.
On en trouve aussi sur les bords des lacs et dans les sources et sur des substrats périodiquement exondées ; L'inventaire lichénologique de ces milieux peut facilement porter le nombre de lichens d'eau douce à 20-30 sur un bassin (avec environ 150 espèces en Europe connues pour avoir une affinité plus ou moins forte pour habitats d'eau douce,,.
Le genre Verrucaria est en Europe le plus commun, et il est hautement polyphylétique insistent Gueidan et ses collègues (2009) et comprenant plusieurs espèces sont la position taxonomique est encore (en 2013) à confirmer.

## Répartition géographique
Elle est presque inconnue, hormis en zone tempérée.
En Europe, les espèces et de la famille des Verrucariaceae sont les plus fréquentes (et souvent dominantes), trouvées dans presque tous les cours d’eau selon Thüs (2002).
C’est parfois la seule famille présente sur les substrats durs toujours submergés.
La tolérance individuelle des lichens à la dessiccation est l’une des explications à leur répartition géographique globale et locale. Ceci vaut pour les zonations de lichens aquatiques sur les roches et bois morts ou vivants périodiquement immergés des cours d’eau,,,,, très probablement en raison des capacités de résistances du (des) photobionte(s) aux fluctuations de niveau. 
Il a été remarqué que certaines espèces, comme Verrucaria funckii survivent plus longtemps à l’air si l’atmosphère reste très humide.
Leur croissance est lente. Ils requièrent donc des substrats stables et assez durs pour ne pas être sensibles à l’érosion. Ceci peut expliquer leur rareté relative dans les environnements où le calcaire est moins dur car cette roche est alors non seulement sensible à l’érosion hydrique, mais également vulnérable à l’érosion chimique. Les lichens aquatiques sont donc plus fréquents sur les roches siliceuses dures (dont le substrat souvent rugueux favorise en outre sans doute l'accroche des spores).
Des espèces comme Verrucaria elaeomelaena et V. funckii sont communes dans les sources quand l'eau y émerge entre des rochers, mais absentes des sources où l'eau sourd de substrats sableux ou graveleux notent Nascimbene et al., (2007).
Leur photobionte nécessite de la lumière. Les lichens aquatiques sont donc plus courant dans les zones exposées au soleil et épargnées par la sédimentation (organique ou minérale) remarquent Gilbert et ses collègues en Grande-Bretagne en 1996/1997 tant pour les milieux aquatiques acides qu’alcalins, bien qu'au moins deux espèces présentent une certaine tolérance à une sédimentation modérée (Bacidina inundata et Verrucaria praetermissa) constatait Thüs en 2002.
On suppose que les communautés de lichens aquatiques sont les plus riches dans les milieux oligotrophes et les plus pauvres en condition extrêmes pour elles ou en condition eutrophe où seules quelques espèces dominent les communautés, ce qui reste toutefois à démontrer à grande échelle.

## Valeur bioindicatrice
Tout ou partie de ces espèces sont en régression dans les contextes anthropisés (ou en ont récemment disparu), ce qui semble leur donner une valeur bioindicatrice, par exemple pour l'évaluation et le suivi de la qualité de l'eau, du bon état écologique du bassin versant (qui est l'objectif de la directive cadre sur l'eau en Europe, de l'augmentation de la turbidité de l'eau, de fluctuations anormales de niveau, de l'acidification des eaux douce et des pluies ou encore de la stabilité des berges et/ou du fond, etc. selon thüs (2002) , Gob & al. (2003), Nascimbene & al. (2013). 

Nascimbene & al; (2013) ont montré que la réponse des communautés de lichens aquatiques aux stress environnementaux ne pouvait pas être prédite par les autres biodindiateurs classiques des cours d'eau (diatomées, algues vertes, bryophytes), ce qui laisse penser que leur suivi permettrait de décrire et évaluer des niches écologiques spécifiques, peut-être parce qu'ils associent à la fois une algue et un champignon aquatique.
Cependant en raison de lacunes taxonomiques et méthodologique, d'une certaine difficulté d'échantillonnage et à cause, de la rareté des experts et de la présence d'espèces cryptiques et semi-cryptiques, leur utilisation pour une bioindication standardisée n'est pas encore d'actualité . Mais ils pourraient peut être le devenir avec les progrès et coûts en diminution du barcoding moléculaire et une amélioration de la connaissance de ces espèces et de leur biologie.
Par rapport à d’autres biodinciateurs des cours d’eau, leur valeur biointégratrice et le nombre relativement réduit d’espèces potentiellement présentes par type de cours d’eau pourrait faciliter le travail des biologistes chargés de l’évaluation. De plus, en raison d’une croissance lente et de leur longévité, ils « mémorisent » certaines informations d’intérêt environnemental que les diatomés et les microalgues ou bactéries ne conservent pas .
En complément de leur sensibilité au pH les lichens terrestres tolérant une submersion épisodique sont en outre sensible à l’acidité des pluies et autres précipitations .
À titre d’exemple F Monnet & al. ont proposé en 2005 l’utilisation de l’espèce de lichen aquatique Dermatocarpon luridum comme bioindicateur de pollution du milieu aquatique par le cuivre (un métal qui est à la fois fongicide et algicide).

## Histoire scientifique
Dans les années 1920, Frey semble être le premier (publication en 1922) à avoir décrit et nommé des communautés de lichens aquatiques, dans les Alpes suisses.
En 1939, le suédois Santesson a formalisé le début d'une classification de ces espèces particulières. 
Il en a distingué 5 communautés différentes (sozietäten, au sens de la phytosociologie) dans le système des lacs Aneboda en Suède, en suivant la tradition scandinave émergente de la phytosociologie qui classe des communautés constituées autour d'une espèce dominante susceptible de caractériser un habitat (système précisé par Braun-Blanquet en 1951).
En 1955, Klement publie une ébauche d'état des lieux synoptique sur le sujet pour l'Europe centrale (mais en utilisant des données acquises selon des méthodologies différentes, précisent E. B. Gareth Jones & al.).
En 1963, le Japonais Yoshimura décrit de son côté une communauté amphibie de lichens qu'il a nommé EndocarpetoDermatocarpetum minitati, dénomination qui selon Weber & al. (2000) requiert une validation, car ne respectant pas les lois qui président à la dénomination des communautés en phytosociologie;
En 1972, le domaine n'est encore exploré que par quelques spécialistes, dont plusieurs, avec Wirth font le constat de lacunes de connaissance notamment liées à la grande hétérogénéité des zones prospectées et au manque de méthode unifiée. Wirth avait lui-même testé une méthode d'échantillonnage plus construite de communautés saxicoles en Europe centrale non-alpine. La méthode sera reprise par Thüs en 2002. et réintégrée dans une approche phytosociologique, également pour des communautés saxicoles de roches siliceuses. Les travaux faits jusqu'alors concernent presque uniquement des communautés vivant sur des roches dures siliceuses (excepté concernant la description du Verrucario-Staurotheletum cataleptae par Wirth en 1972, qui porte sur des communautés lichéniques de grandes rivières alpines de milieux calcaires).
En 1973, les communautés de cours d'eau calcaire ont commencé à être décrites par Asta et al (1973), travail qui sera complété en 2005, puis 2009 par Coste pour le département du Tarn.
En 1977, James & al. (1977) publient les résultats d'un travail sur les lichens d'eau douce de milieux siliceux des îles britanniques, mais sans publier de relevés et sans précision sur les modalités méthodologiques de dénomination des communautés décrites.
En 1992, en Espagne Pereira (1992) étudie à la fois les lichens aquatiques de cours d'eau acides et alcalins. 
En 2006, J. Nascimbene & P.L Nimis publient une synthèse sur les lichens aquatiques des Alpes italiennes.
En 2013, Nascimbene publie une synthèse sur le potentiel de ces espèces pour la bio-indication, voire pour des pratiques de biosurveillance de routine, par exemple en application de la directive cadre sur l'eau de l'Union européenne. Selon lui, quelques barrières méthodologiques (dont concernant un « échantillonnage statistiquement robuste » et de connaissance scientifique restent à lever, mais les lichens d'eau douce seraient de bons bioindicateurs pour les cours d'eau. 

Les lacunes taxonomiques pourraient être levées par une révision de la systématique basées sur l'ADN. Une liste européenne des lichens d'eau douce pourrait alors être publiée et être une « base pour le développement d'outils modernes d'identification ». 

Nascimbene & al suggèrent aussi de produire des modèles (sur la base d'essais comparatifs notamment, mais aussi d'inventaires quantitatifs plus exhaustifs, et conduits à des échelles spatiales variées) pour établir des méthodes simplifiées parallèles basées sur des espèces indicatrices et des groupes morphologiques adéquats.

## Difficultés méthodologiques
Les études sont parfois rendues difficiles par les difficultés d'échantillonnage notamment dans les aires protégées quand la rigueur scientifique voudrait que l'on échantillonne de manière exhaustive (et par des méthodes actuellement invasives) d'importantes surfaces de roches submergées.